# داتا دربار

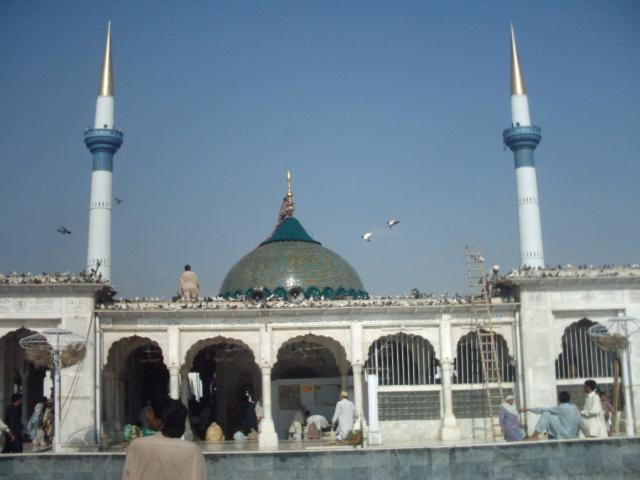
آرامگاه هجویری در لاهور به نام داتا دربار.

داتا دربار نام آرامگاه علی جلابی هُجویری (ملقب به داتا گَنج‌بَخش) از عارفان سدهٔ پنجم قمری خراسان است.
این آرامگاه در لاهور پاکستان واقع است.
مجموعهٔ بزرگی در این مکان قرار دارد که شامل آرامگاه هجویری، جمعیت هجویریه و مسجد هجوری است.

## نگارخانه

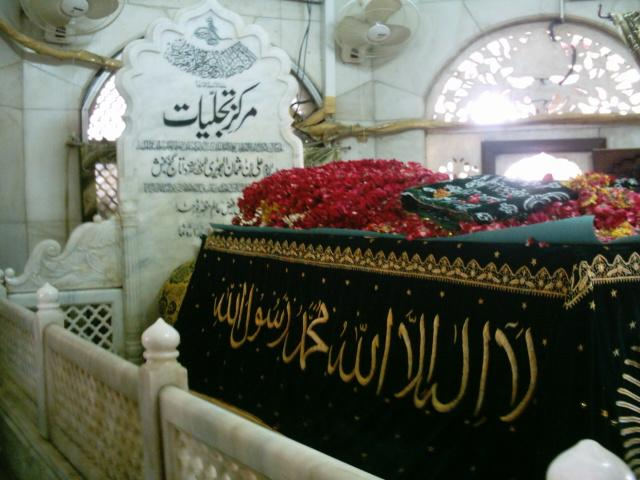
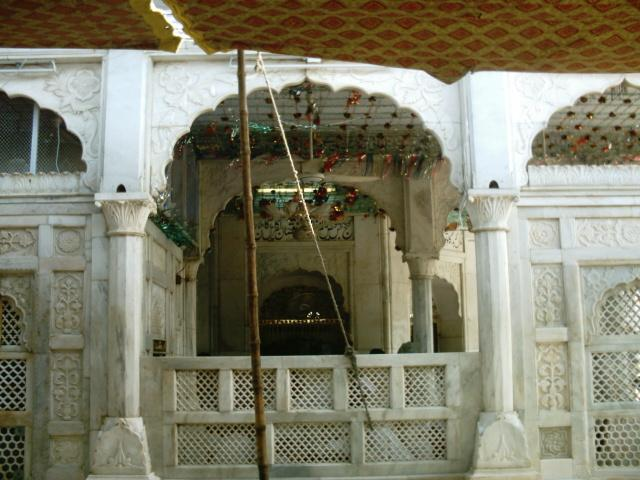
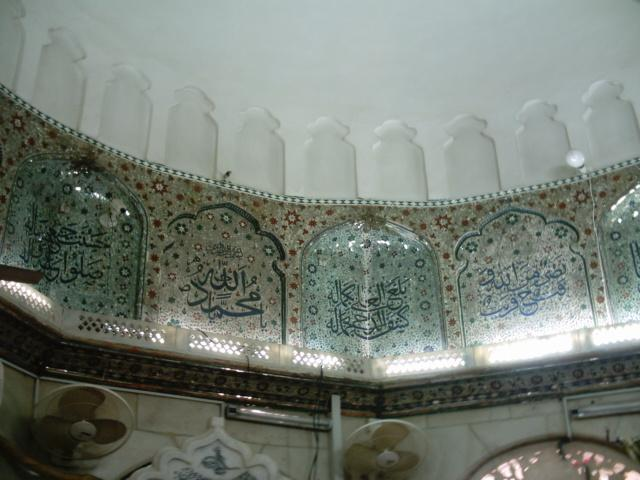
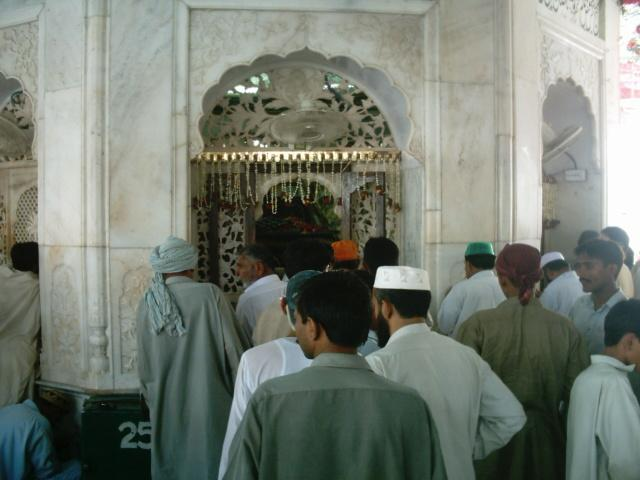
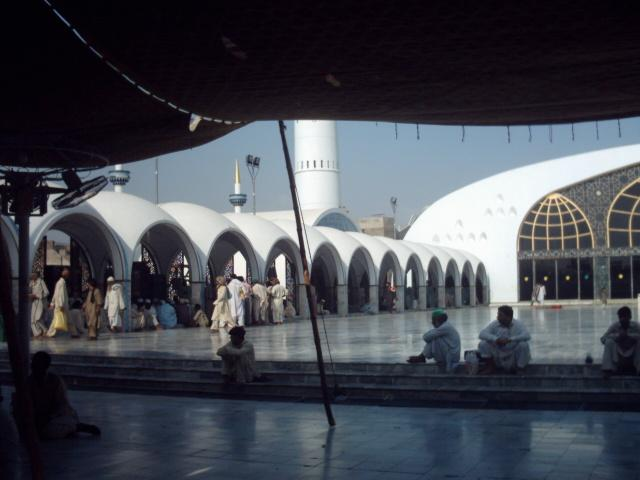
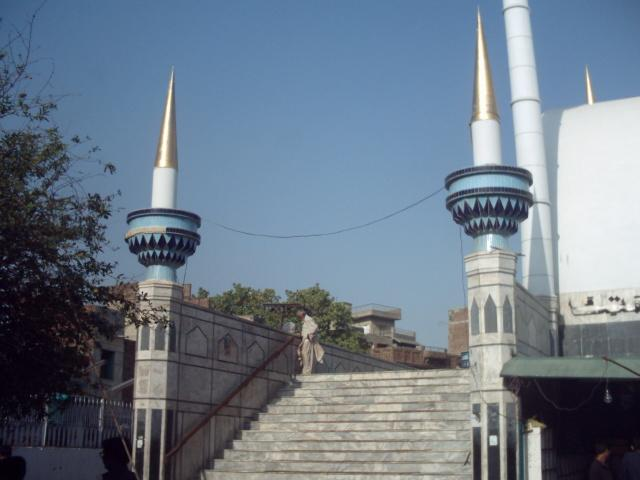
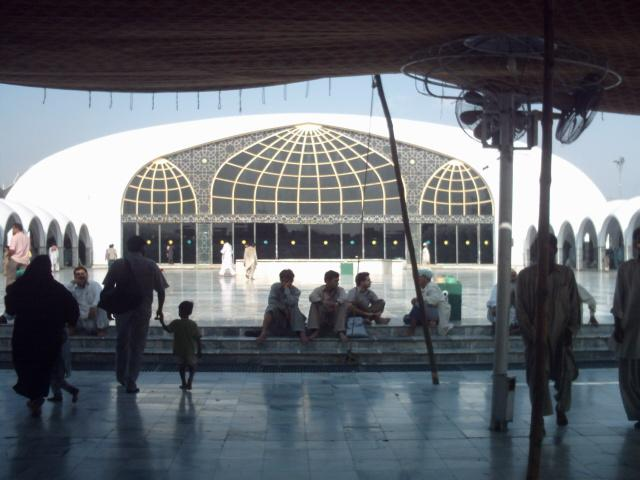
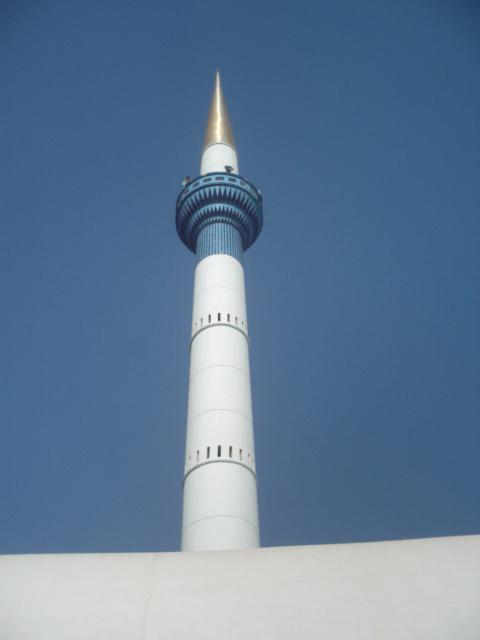
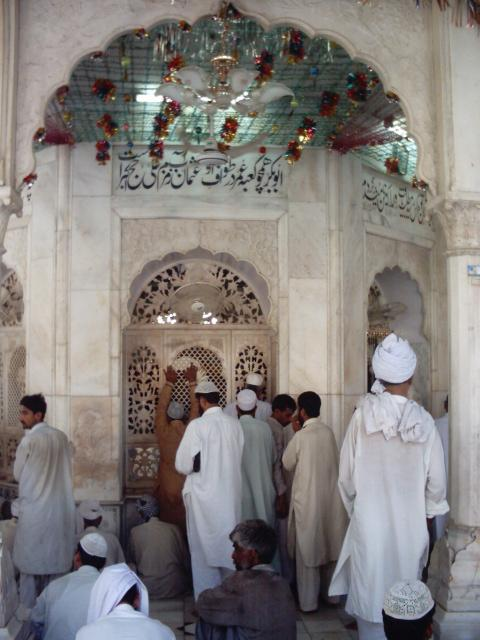